# Игла (фильм)
«Игла́» — советский художественный фильм в жанре триллера с элементами драмы и артхауса, снятый в 1988 году режиссёром Рашидом Нугмановым на киностудии «Казахфильм». Первая полнометражная режиссёрская работа Нугманова. Авторы сценария — Александр Баранов и Бахыт Килибаев. Главные роли исполнили рок-музыканты — Виктор Цой (группа «Кино») и Пётр Мамонов (группа «Звуки Му»), для которого роль в «Игле» стала дебютом в кино; также в картине снялись Марина Смирнова и Александр Баширов. Большинство поучаствовавших в фильме актёров фактически играли самих себя, поскольку их собственные имена, а также имена их персонажей совпадали.
Премьера «Иглы» состоялась 16 сентября 1988 года в Алма-Ате (Казахская ССР) и в феврале 1989 года в Москве. Виктор Цой по версии журнала «Советский экран» был признан лучшим актёром этого же года.
Российский киновед Александр Павлов относит фильм к числу культовых, включая его в список 120 культовых картин мирового кино.
В этом фильме впервые в СССР была затронута тема трагической судьбы Аральского моря.
В 2010 году Рашид Нугманов снял фильм «Игла Remix» — перемонтированную и дополненную версию «Иглы» с новыми музыкальными композициями, графикой и изменённым финалом.

## Сюжет
Мо́ро (Виктор Цой) приезжает в Алма-Ату с целью вернуть деньги, которые ему должен знакомый Спартак (Александр Баширов). Моро останавливается у своей старой подруги Дины (Марина Смирнова). Наблюдая за её поведением и странными знакомыми, он понимает, что она стала наркоманкой.
Моро знакомится с товарищами-неформалами Спартака и завоёвывает авторитет, разобравшись с двумя рэкетирами, пришедшими рэкетнуть Спартака, но с тех пор его (т.е. Моро) станут преследовать.
Главный герой увозит Дину в свой дом в вымирающей деревне у пересыхающего Аральского моря. Он прячет ампулы с морфином, которые привезла тайком Дина и та, пройдя «ломку», приходит в себя. Моро и Дина отправляются к берегу моря и оказываются в бескрайней пустыне.
Трое мужчин останавливают Моро на улице и просят его отойти поговорить в сторонку, где уже ожидает целая шайка наркоманов. Они требуют в течение 10 минут вернуть им «стекло» (т.е. ампулы), а иначе «будем разговаривать по-другому». Затем они бросаются на Моро, но он побеждает всех. Придя домой, Моро снова замечает резиновое кольцо на руке Дины – девушка снова принимает наркотики. Моро и его люди являются к хирургу Артуру: сначала тот пытается утопиться, но потом уверяет Моро, что пытается помочь Дине избавиться от наркозависимости. Окончив свою речь, Артур замечает, что Моро и его люди исчезли. Моро вновь увозит Дину к морю. Уезжая оттуда, он выбрасывает ампулы в костёр, где они взрываются.
Поздним зимним вечером в безлюдном парке к Моро подходит прохожий (Ернар Абилев) и, под предлогом дать прикурить сигарету, дважды бьёт его ножом в живот. Моро с трудом поднимается, закуривает и уходит в другую сторону. Дальнейшая его судьба неизвестна.

## В ролях
| Актёр                     | Роль                                 |
| ------------------------- | ------------------------------------ |
| Виктор Цой                | Моро                                 |
| Марина Смирнова           | Дина                                 |
| Александр Баширов         | Спартак                              |
| Пётр Мамонов              | Артур Юсупович (Хирург)              |
| Архимед Искаков           | Архимед, неформал                    |
| Геннадий Люй              | Неформал в плаще                     |
| Александр Конкс           | Лёлик, неформал с трубкой            |
| Рахимжан Абдыкадыров      | Напёрсточник                         |
| Райхан Канатбаев          | Местный старик                       |
| Айхан Чатаева             | Медсестра                            |
| Владимир Даниленко        | Мастер в котельной                   |
| Григорий Эпштейн (Ефимов) | Эпштейн, рэкетир                     |
| Марат Азимбаев            | Марат, рэкетир                       |
| Ернар Абилев              | Убийца в парке                       |
| Рустем Тажибаев           | Водитель «Волги»                     |
| Игорь Старцев             | Сборщик конопли (человек на дрезине) |

## Производство
Среди вариантов названия фильма изначально были «Последний герой» и «Полёт чёрного солдата».
Виктор Цой был недоволен излишней грубостью своего героя в эпизоде в больнице (в частности, ему не понравилось высказывание «Он тебя трахает?», и он предлагал его убрать).
В самом начале фильма (съёмка велась в Москве рядом с Козицким переулком), на фоне вступления песни «Звезда по имени Солнце», закадровую фразу — «В 12 часов дня он вышел на улицу и направился в сторону вокзала. Никто не знал, куда он идёт... И сам он тоже» — произносит актёр Всеволод Ларионов.
Считается, что фраза главного героя «Люди в мире разделяются на две категории — одни сидят на трубах, а другим нужны деньги. На трубе сидишь ты» — перефразированная реплика из фильма «Хороший, плохой, злой». В оригинале она звучит так: «Люди делятся на два сорта — на тех, у кого револьвер заряжен, и тех, кто копает. Ты копаешь». При этом по словам Рашида Нугманова, эта фраза — экспромт, придуманный им во время съёмок сцены в подвале алма-атинского ЦУМа.

### Издание
В 1996 году фильм «Игла» был выпущен на видеокассетах VHS студией «Союз Видео» совместно с компанией «Централ партнершип».

### Саундтрек
Саундтрек состоит из песен и инструментальных композиций группы «Кино», а также некоторых композиций других авторов.
| №  | Название                                              | Исполнитель                                               | Длительность |
| -- | ----------------------------------------------------- | --------------------------------------------------------- | ------------ |
| 1  | «Звезда по имени Солнце»                              | Кино (запись на киностудии «Мосфильм», 1988)              | 3:24         |
| 2  | «Venus»                                               | Shocking Blue («At Home», 1969)                           | 3:05         |
| 3  | «Der Kuckucksjodler»                                  | Францль Ланг                                              | 3:10         |
| 4  | «Non Succedera Piu»                                   | Адриано Челентано & Клаудия Мори («Storia D’amore», 1982) | 4:05         |
| 5  | «Дождик» (З.Май — русский текст А.Броневицкий)        | Эдита Пьеха и ансамбль «Дружба» (1964)                    | 2:00         |
| 6  | «Листья клёнов» (Ю. Акулов — Л. Шишко)                | Майя Кристалинская (1966)                                 | 1:47         |
| 7  | «Моро едет к морю»                                    | Кино (запись на киностудии «Мосфильм», 1988)              | 2:17         |
| 8  | «Моро ищет Дину»                                      | Андрей Сигле (запись на киностудии «Мосфильм», 1988)      | 1:55         |
| 9  | «Бошетунмай»                                          | Кино (запись на киностудии «Мосфильм», 1988)              | 4:56         |
| 10 | «Скорпионы в банке»                                   | Андрей Сигле (запись на киностудии «Мосфильм», 1988)      | 2:27         |
| 11 | «Перекати-поле»                                       | Кино (запись на киностудии «Мосфильм», 1988)              | 3:36         |
| 12 | «Артур (Мамонову)»                                    | Кино (запись на киностудии «Мосфильм», 1988)              | 1:29         |
| 13 | «Улыбнись» (А. Бабаджанян — А. Вердян)                | Муслим Магомаев (1965)                                    | 2:16         |
| 14 | «Спартак (Баширову)»                                  | Кино (запись на киностудии «Мосфильм», 1988)              | 1:26         |
| 15 | «Speak Softly Love» (Love Theme From «The Godfather») | Фаусто Папетти                                            | 2:30         |
| 16 | «Группа крови»                                        | Кино (запись на киностудии «Мосфильм», 1988)              | 4:21         |

Песни и инструментальные композиции специально для фильма были записаны группой «Кино» на киностудии «Мосфильм» в 1988 году (аранжировки и звучание песен несколько отличаются от альбомных изданий). Тогда же на киностудии «Мосфильм» — помимо песен, звучащих в фильме — группой были записаны «Невесёлая песня» и «Следи за собой», которые в картину не вошли. Песни и инструментальные композиции, записанные группой «Кино» для фильма (за исключением «Бошетунмай»), вошли в сборник «Кино в кино», выпущенный на CD лейблом «Moroz Records» в 2002 году. В сборник вошла и инструментальная композиция «Дина», не попавшая в сам фильм.
Песня «Звезда по имени Солнце» была написана Виктором Цоем во время съёмок фильма.
1 июля 2020 года Юрий Каспарян презентовал свой инструментальный проект YK. 22 декабря состоялся первый онлайн-концерт YK. В программе прозвучала тема из фильма «Игла».

## Фестивали и награды
- 1988 — Приз киноклубов в конкурсе «Особый взгляд» на кинофестивале «Золотой Дюк» в Одессе.
- 1989 — МКФ в Берлине — Участие в программе «Panorama» (Рашид Нугманов)[8].
- 1989 — по опросу журнала «Советский экран», Виктор Цой был признан лучшим актёром года после участия в этом фильме[1].
- 1990 — Главный приз Международного кинофестиваля в Нюрнберге.

## Признание
Фильм вошёл в число лидеров советского проката. В первый год выхода на экраны страны (за 11 месяцев 1989 года) картину посмотрело 14,6 млн зрителей (2-е место среди отечественных фильмов).
Последняя сцена фильма, в которой на фоне заснеженных елей героя пытаются убить и его кровь капает на снег, снята на ул. Тулебаева. На этой улице в 2017 году была открыта аллея, посвящённая фильму «Игла»: на выложенной каменной плиткой пешеходной дорожке уложены металлические пластины с цитатами из песен Цоя. 21 июня 2018 года в начале этой аллеи Виктору Цою был открыт памятник.
В день рождения Виктора 21 июня 2024 года, на месте драки его героя Моро из фильма — во дворе дома по адресу ул. Желтоксан 121, открылся арт-объект. На объекте установлены скамейки, уложена брусчатка, нанесены граффити, а также галерея стоп-кадров и стенд о фильме. Режиссёр «Иглы» Рашид Нугманов присутствовал на открытии.
Захар Прилепин высказывал мнение, что «герой Цоя — это тоже такой „брат“ (как у Балабанова): до окраин Советского Союза доползла наркомания, образовался класс профессиональных ублюдков, и Моро начинает сражаться со всей этой мерзостью, которую позже будет добивать Данила Багров».